# Jampruca tyligma
Jampruca tyligma là một loài bọ cánh cứng trong họ Cerambycidae.